# Средства массовой информации Австрии
СМИ в Австрии — печатная пресса, телевидение и радио в Австрии.

## Печатная пресса
В Австрии выходят следующие газеты:
«Винер цайтунг» (нем. Wiener Zeitung, в переводе «Венская газета») — ежедневная  газета. Официальный орган правительства. Издание отличается качественной журналистикой и серьёзными аналитическими статьями различной тематики.
«Зальцбургер нахрихтен» (нем. Salzburger Nachrichten, в переводе «Зальцбургские известия») — ежедневная газета, выражающая интересы католической общественности. Респектабельное издание с высокопрофессиональной журналистикой.
«Кляйне цайтунг» (нем. Kleine Zeitung, в переводе «Маленькая газета») — ежедневная независимая газета.
«Кронен-цайтунг» (нем. Kronen-Zeitung) — ежедневная газета, таблоид. Крупнейшая австрийская газета левого толка.
«Курир» (нем. Kurier, в переводе «Курьер») — ежедневная независимая газета.
«Нидерэстеррайхише нахрихтен» (нем. Niederösterreichische Nachrichten, в переводе «Известия Нижней Австрии») — региональная еженедельная газета.
«Нойе фрайе цайтунг» (нем. NFZ — Neue Freie Zeitung, в переводе «Новая свободная газета») — еженедельная газета правого толка. Орган Австрийской партии свободы.
«Оберэстеррайхише нахрихтен» (нем. Oberösterreichische Nachrichten, в переводе «Известия Верхней Австрии») — региональная ежедневная газета.
«Прессе» (нем. Die Presse, в переводе «Печать») — ежедневная независимая газета либертарианского направления. Одна их четырёх австрийских газет с наиболее квалифицированной журналистикой и качественной аналитикой в области политики, экономики, науки, образования, культуры.
«Хойте» (нем. Heute, в переводе «Сегодня») — ежедневная независимая газета, таблоид. Вторая по тиражу общенациональная газета.
«Штандарт» (нем. Der Standard, в переводе «Стандарт») — ежедневная газета леволиберального направления. Издание является самым читаемым среди людей с высшим образованием. Входит в четвёрку наиболее авторитетных газет Австрии.
«Эстеррайх» (нем. Österreich, в переводе «Австрия») — ежедневная газета, таблоид. Издание ориентировано на молодых людей в возрасте от 18 до 35 лет.
В Австрии выходят следующие журналы:
«Профиль» (нем. Profil) — еженедельный политический журнал.
«Тренд» (нем. Trend, в переводе «Тенденция») — ежемесячный экономический журнал.
«Цукунфт» (нем. Die Zukunft, в переводе «Будущее») — ежемесячный журнал. Орган Социал-демократической партии Австрии.
Русскоязычная пресса:
Новый Венский Журнал
Российский Курьер
«Соотечественник» - ежемесячная русскоязычная газета, которая публикует подробную информацию о жизни русскоязычной диаспоры Австрии.
«Аргументы и факты Европа» - ведущая российская еженедельная газета и абсолютный лидер среди российской прессы за рубежом. «АиФ» в Австрии выходит на русском языке, имеет региональные приложения, широкую корреспондентскую сеть и представительства за рубежом.

## Информационные агентства
Аустриа Прессе Агентур (АПА) (нем. Austria Presse-Agentur, APA, в переводе Австрийское агентство печати) — кооперативное объединение австрийских газет, радио и телевидения. Основано 1 сентября 1946 году в Вене. Предоставляет подписчикам международную, внутриполитическую, экономическую, коммерческую, культурную и спортивную информацию. Издаёт экономические, коммерческие и специальные бюллетени. Агентство имеет отделения во всех девяти землях Австрии. В АПА около 150 редакторов работают в базовой службе, которая выпускает около 500 отчетов в день и распространяет около 180 000 сообщений в год. Общее количество сотрудников — 576 чел. (по состоянию на 2017). АПА является членом Европейского альянса информационных агентств (ЕАНА).

## Радио и телевидение
Телерадиовещание в Австрии делится на общественное и коммерческое. Общественный вещатель ORF (телеканалы ORF 1, ORF 2, ORF III, ORF Sport +, радиостанции Osterreich 1, Osterreich 2, Osterreich 3, FM 4). Национальные коммерческие телеканалы — ATV и Puls 4, региональные коммерческие телеканалы — Salzburg TV, LT1, Inn-TV, Steiermark 1, P3TV, национальные коммерческие радиостанции — KroneHit и Life Radio, региональные коммерческие радиостанции Antenne Steiermark, Antenne Kärnten, Antenne Salzburg, Antenne Vorarlberg, Antenne Tirol, Radio 88.6.
Каналы ФРГ, вещающие специально для Австрии
ProSieben Austria
Sat.1 Österreich
Kabel eins Austria
MTV Austria (всегда только местная реклама)
Nick Austria (всегда только местная реклама)
RTL2 Austria (всегда только местная реклама)
RTL Austria (всегда только местная реклама)
Viva Austria (всегда только местная реклама)
Vox Austria (всегда только местная реклама)